# Räddningstjänsten i Frankrike

Räddningstjänsten i Frankrike går under den övergripande benämningen Sécurité civile (civilförsvar) och består av den centrala statliga räddningstjänsten och de regionala räddningstjänsterna. På kommunal nivå finns det för många kommuner ett planeringsansvar för utomordentliga händelser. Till stöd för räddningstjänsten kan en kommunal civilförsvarsreserv inrättas. Vid sidan av den offentligt organiserade räddningstjänsten finns även en frivillig civilförsvarsorganisation.

## Uppdrag
Räddningstjänsten till uppgift att:
- Larma och varna befolkningen

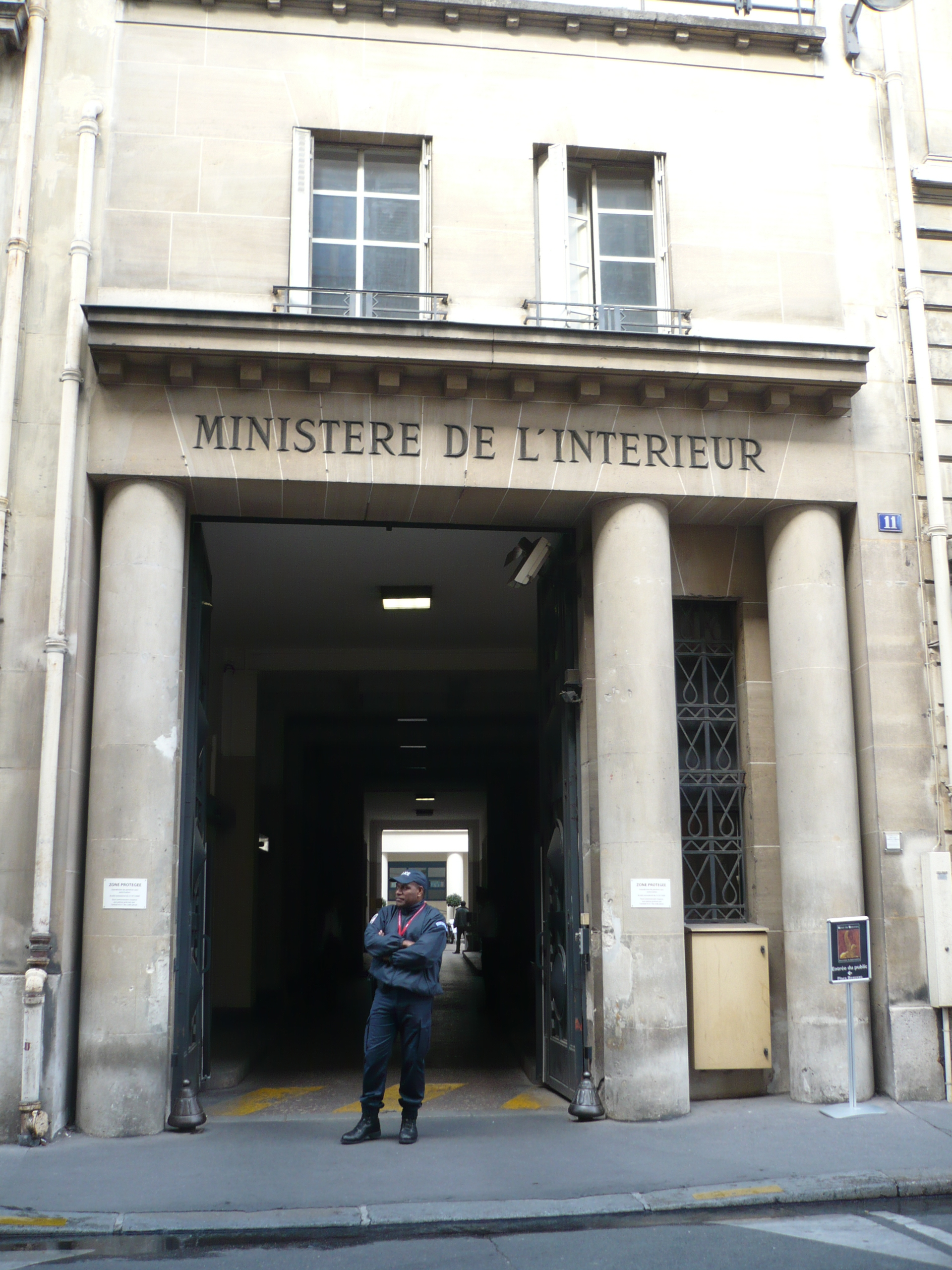
Det franska inrikesministeriet i Paris.

- Skydda personer, egendom och miljö
- Främja befolkningsskyddet utomlands [1]

## Central organisation

### Inrikesministeriet
Det politiska och administrativa ansvaret för räddningstjänsten i Frankrike åvilar inrikesministern och inrikesministeriet. Sedan 2011 ingår i inrikesministeriet ett generaldirektorat för räddningstjänst och krishantering.

### Generaldirektoratet
Direction générale de la sécurité civile et de la gestion des crises (DGSCGC) består av följande avdelningar:
- Underdirektoratet för planering och krishantering
- Brandförsvarsdirektoratet
- Underdirektoratet för den centrala statliga räddningstjänsten.[2]

## Central statlig räddningstjänst

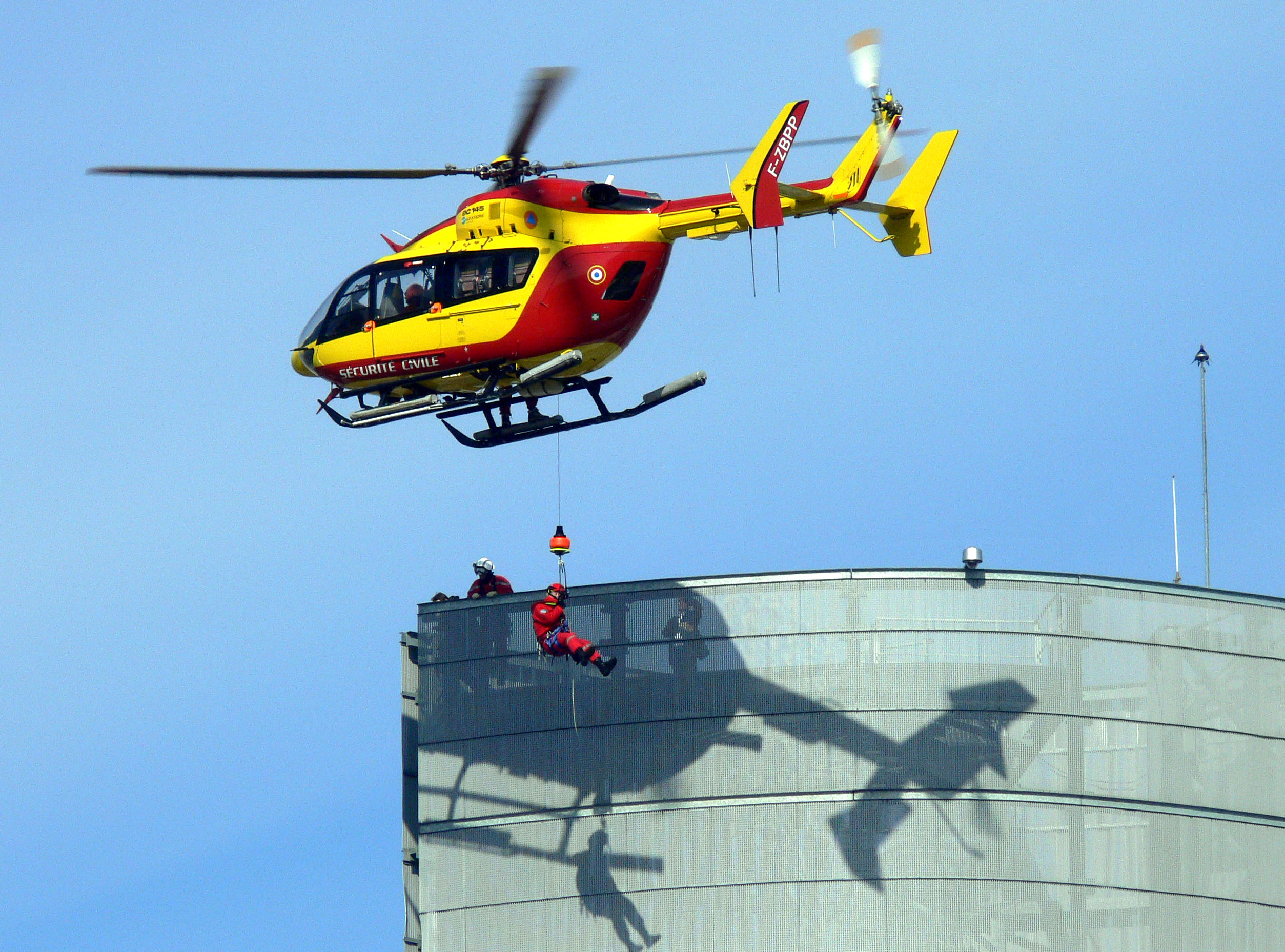
Räddningshelikopter under övning i Lille.

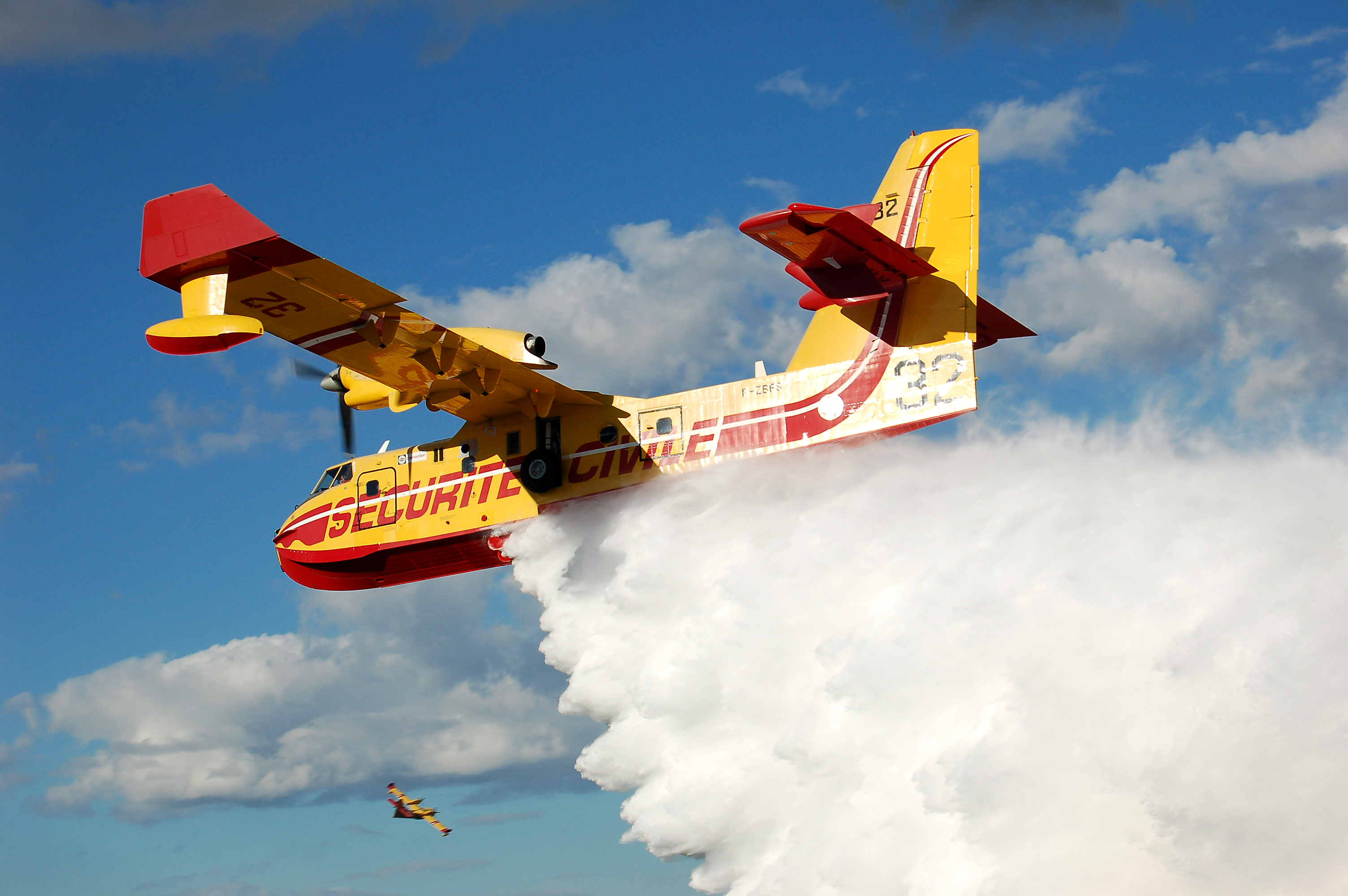
Vattenbombare av typ Bombardier 415 under insats.

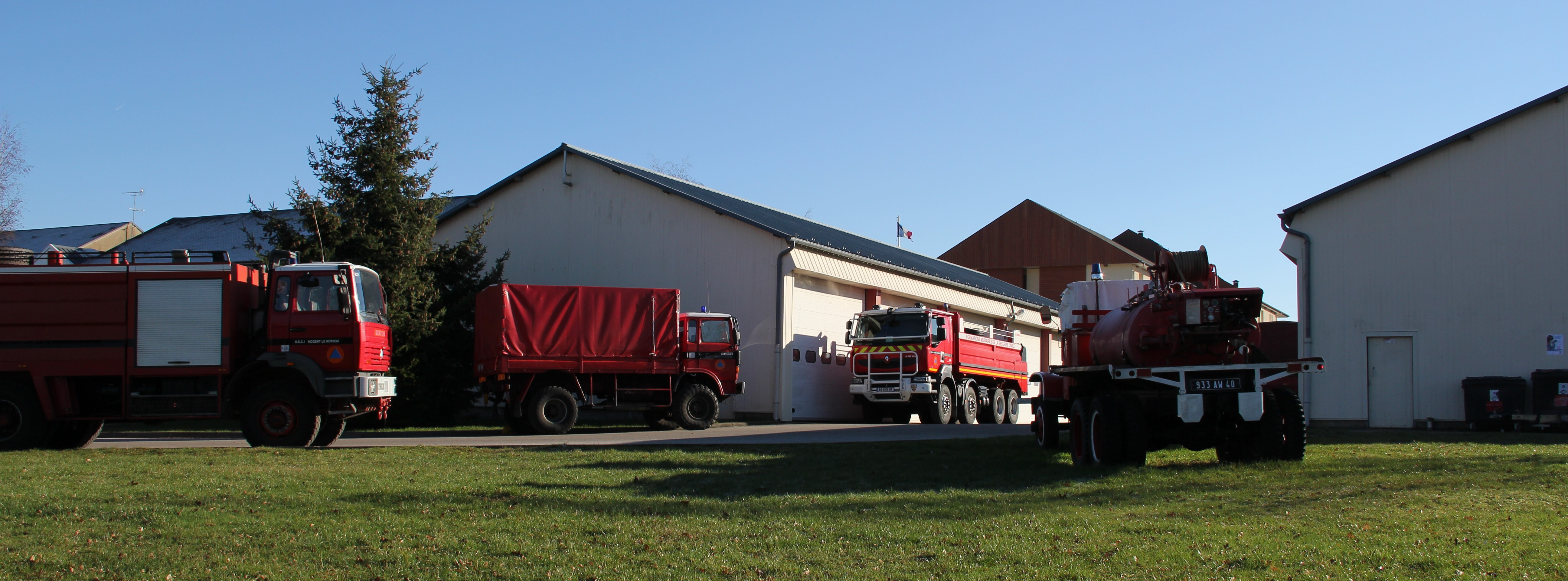
Första militära räddningsbataljonen (UIISC1) har sin bas i Nogent-le-Rotrou.

Den centrala statliga räddningstjänsten (sécurité civile i inskränkt mening) utgörs av alarmeringssystemet, den luftburna räddningstjänsten, den civila ammunitionsröjningstjänsten samt de militära räddningsförbanden.

### Alarmeringssystemet
Det gamla systemet med sirener är under uppdatering och skall i det nya moderniserade och datoriserade alarmerings- och informationssystemet SAIP kompletteras med sms-meddelanden och information på bildskärmar vid motorvägar, städer och stationer. 

### Luftburen räddningstjänst

#### Räddningshelikoptrar
Räddningshelikoperorganisationen består av 39 helikoptrar vid 22 baser under en ledningsgrupp i Nîmes.

#### Brandsläckningsflyg
Brandsläckningsflyget består av 26 vattenbombare, varav 12 Bombardier 415, för vattenbegjutning från luften. Sommartid är de stationerade på Korsika och i södra och sydvästra Frankrike, där skogsbrandfaran är störst. På vintern används de för transport av inrikesministeriets personal och utrustning.
Vid skogsbranden i Västmanland 2014 kontrakterades två vattenbombare och ett ledningsflygplan för vattenbegjutning av den svenska staten.

### Civil ammunitionsröjning
Den civila ammunitionsröjningstjänsten, Service du Déminage, bildades för att oskadliggöra den ammunition och de kemiska stridsmedel som fortfarande finns på fransk mark efter både första och andra världskrigen. Denna uppgift är fortfarande mycket aktuell, därtill har tillkommit ansvaret för att oskadliggöra sprängämnen och bomber utplacerade av kriminella och terrorister. Ammunitionsröjningstjänsten består, förutom av den centrala ledningen, av 20 ammunitionsröjningscentraler. Ammunitionsröjningspersonalen bestod 2005 av 311 ammunitionstekniker av olika grader, vilka sedan 2004 tillhör den civila polisen. Den civila ammunitionsröjningstjänsten ansvarsområde omfattar den civila sektorn utom i Storparis. Där är det istället Parispolisens centrallaboratorium (LCPP) som har ansvaret. Militär ammunitionsröjning, samt ammunitionsröjning till sjöss, handhas av den militära ammunitionsröjningstjänsten.

### Militära räddningsförband
Till inrikesministeriets förfogande står militära räddningsförband vilka kan sättas in när en prefekt (landshövding) begär stöd därför att departementets (länets) resurser inte längre räcker till. Huvudstyrkan utgörs av tre räddningsbataljoner (Unités d'instruction et d'intervention de la sécurité civile) från ingenjörstrupperna, baserade i Nogent-le-Rotrou (2 timmar från Paris), i Brignoles och i Corte. 1 400 räddningssoldater är därvid tillgängliga 24 timmar om dygnet. På sommaren ställer också arméflyget helikoptrar till förfogande för att vid skogsbränder transportera delar av de militära räddningsförbanden till otillgängliga områden.

## Regional räddningstjänst
| Den franska räddningstjänstens personal 2013      |                |
| Kategori                                          | Personalstyrka |
| Civil regional räddningstjänst - heltidsanställda | 39 824         |
| Civil regional räddningstjänst - deltidsanställda | 166 310        |
| Frivilliga brandkårer                             | 15 454         |
| Civil medicinsk räddningstjänst                   | 11 832         |
| Lönebidragsanställda                              | 230            |
| Militär räddningstjänst                           | 11 716         |
| Militär medicinsk räddningstjänst                 | 169            |
| 1. 2.                                             |                |
| Källa:                                            |                |

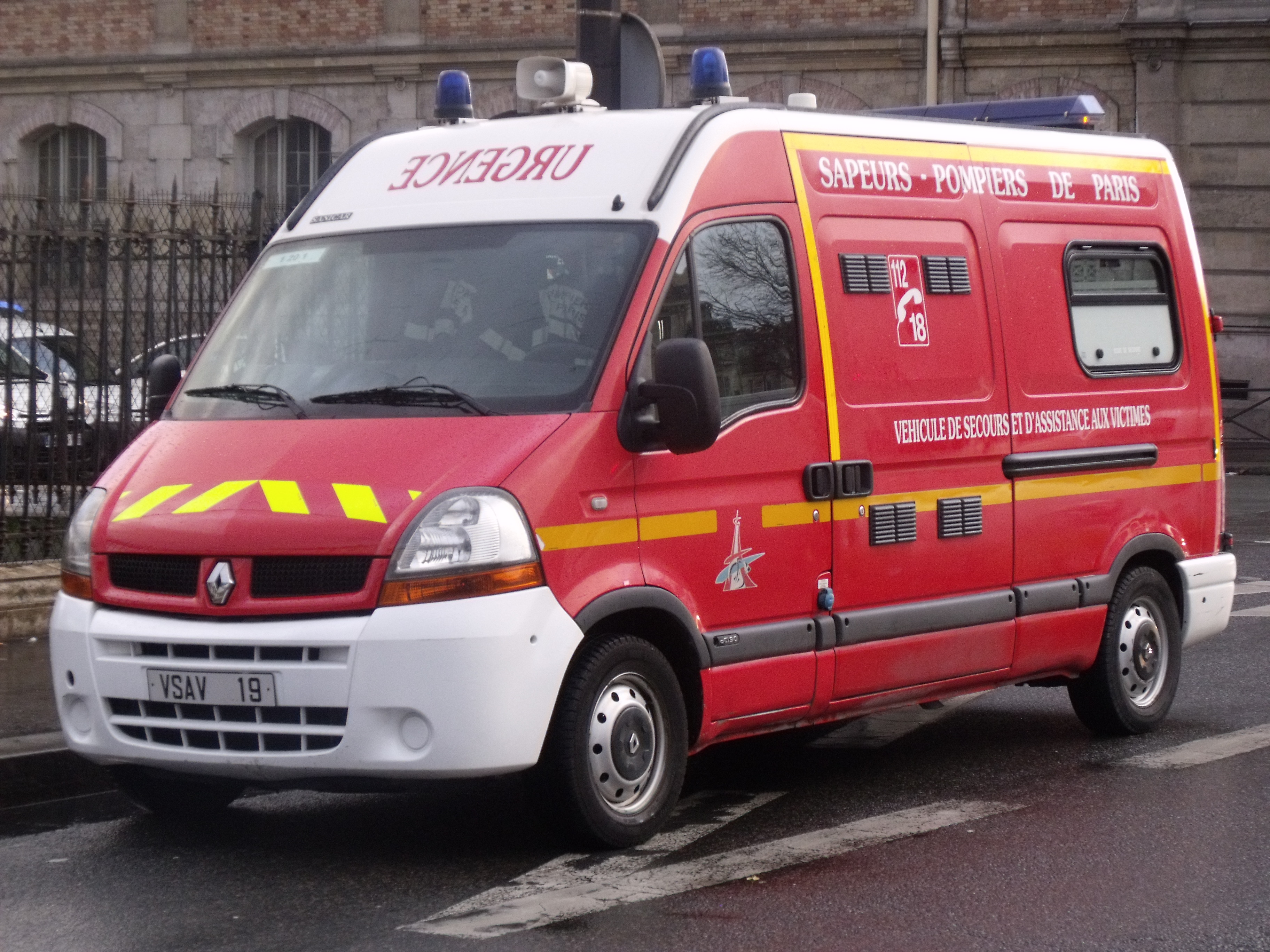
Ambulans från den militära räddningstjänsten i Paris.

Den regionala räddningstjänsten är civil i alla departement utom i staden Paris och departementen Hauts-de-Seine, Seine-Saint-Denis och Val-de-Marne vilka omger Paris, där en militär brandförsvarsbrigad har ansvaret. I staden Marseille delas ansvaret mellan en marin brandförsvarsbataljon och räddningstjänsten i departementet Bouches-du-Rhône.

### Paris
Räddningstjänsten i Storparis utgörs av en brandförsvarsbrigad, Brigade de sapeurs pompiers de Paris (BSPP), formellt tillhörigt ingenjörstrupperna, men i praktiken en självständig enhet. Brigadchefen, en general, lyder operativt och administrativt under polisprefekten i Paris och organisatoriskt under försvarsdepartementet. BSPP utgörs av tre territoriella grupper med sammanlagt 77 brandstationer, en utbildningsgrupp och en underhållsgrupp. Personalen består av 8 300 militärer och är, efter New York City Fire Department, världens näst största brandkår. BSPP har också ansvaret för räddningstjänsten vid gasframställninganläggningarna i Lacq-Artix, robotskjutfältet vid Biscarosse och Centre Spatial Guyanais i Kourou.

### Marseille
Den militära räddningstjänsten i Marseille utgörs av en brandförsvarsbataljon, Bataillon de marins-pompiers de Marseille (BPMP), underställd den franska marinen. Bataljonschefen, en amiral, lyder operativt under borgmästaren i Marseille, administrativt under inrikesministeriet och organisatoriskt under försvarsdepartementet. Personalen utgörs av 2 400 personer, varav 10 % är civilanställda och resten militärer. BPMP har 16 brandstationer.

### Övrigt
De departementala brand- och räddningstjänsterna, Service départemental d'incendie et de secours (SDIS), är länsvist organiserad under en brandchef som operativt lyder under prefekten (landshövdingen) och administrativt och ekonomiskt under vad som motsvarar landstingsstyrelsens ordförande. Personalen utgjordes 2011 av 195 000 deltidstjänsgörande frivilliga brandmän och 40 000 yrkesbrandmän.

### Medicinsk räddningstjänst
En viktig del av den franska ambulanssjukvården utgörs av läkarambulanser från de regional räddningstjänsterna. Till skillnad från de läkarambulanser som är stationerade på sjukhusen, vilka gör sina insatser framförallt vid akuta sjukdomsfall, gör den regionala räddningstjänstens läkarambulanser framförallt sina insatser vid olyckor. Vid varje SDIS finns en medicinsk räddningstjänst, Service de Santé et de Secours Médical des Sapeurs-pompiers (SSSM), vilken dels ansvarar för räddningstjänstens ambulanssjukvård, dels räddningstjänstens egen företagshälsovård och yrkesmedicin. Totalt omfattar de civila SSSM 6 200 frivilliga och deltidstjänstgörande läkare, 560 apotekare, 270 veterinärer och 2 600 sjuksköterskor. Den heltidsanställda yrkespersonalen består av 160 läkare, 50 apotekare och 105 sjuksköterskor. Motsvarande organisation finns även vid de militära räddningstjänsterna i Paris och Marseille.

## Kommunalt civilförsvar

### Kommunalt planeringsansvar
Närmare tiotusen av Frankrikes över 32 000 kommuner är ålagda att upprätta en kommunal plan för utomordentliga händelser, Plan communal de sauvegarde (PCS), som skall omfatta alarmering, evakuering, mottagning och omhändertagande. Kommunala resurser skall användas för att komplettera de insatser som görs av räddningstjänsten, ambulanssjukvården, polisen och andra. För handläggning av den kommunala civilförsvarsplaneringen och riskhanteringen kan i större städer finnas en särskild kommunal myndighet, service de la sécurité civile eller securité civile urbaine, eller med andra benämningar.

### Kommunal civilförsvarsreserv
En kommunal civilförsvarsreserv, Réserve communale de sécurité civile (RCSC), kan inrättas för att avlasta räddningstjänsten vid utomordentliga händelser. Medlemskapet är frivilligt och dess arbetsuppgifter är av mindre kvalificerad, men personalkrävande, art, som övervakning av vattenstånd och översvämningsrisker, information och vägledning till invånarna vid en utrymning, röjningsarbete, snöröjning, avspärrningar, administrativt stöd till olycksoffer med mera. RCSC lyder operativt och administrativt under kommunens borgmästare.

## Civilförsvarsförbundet

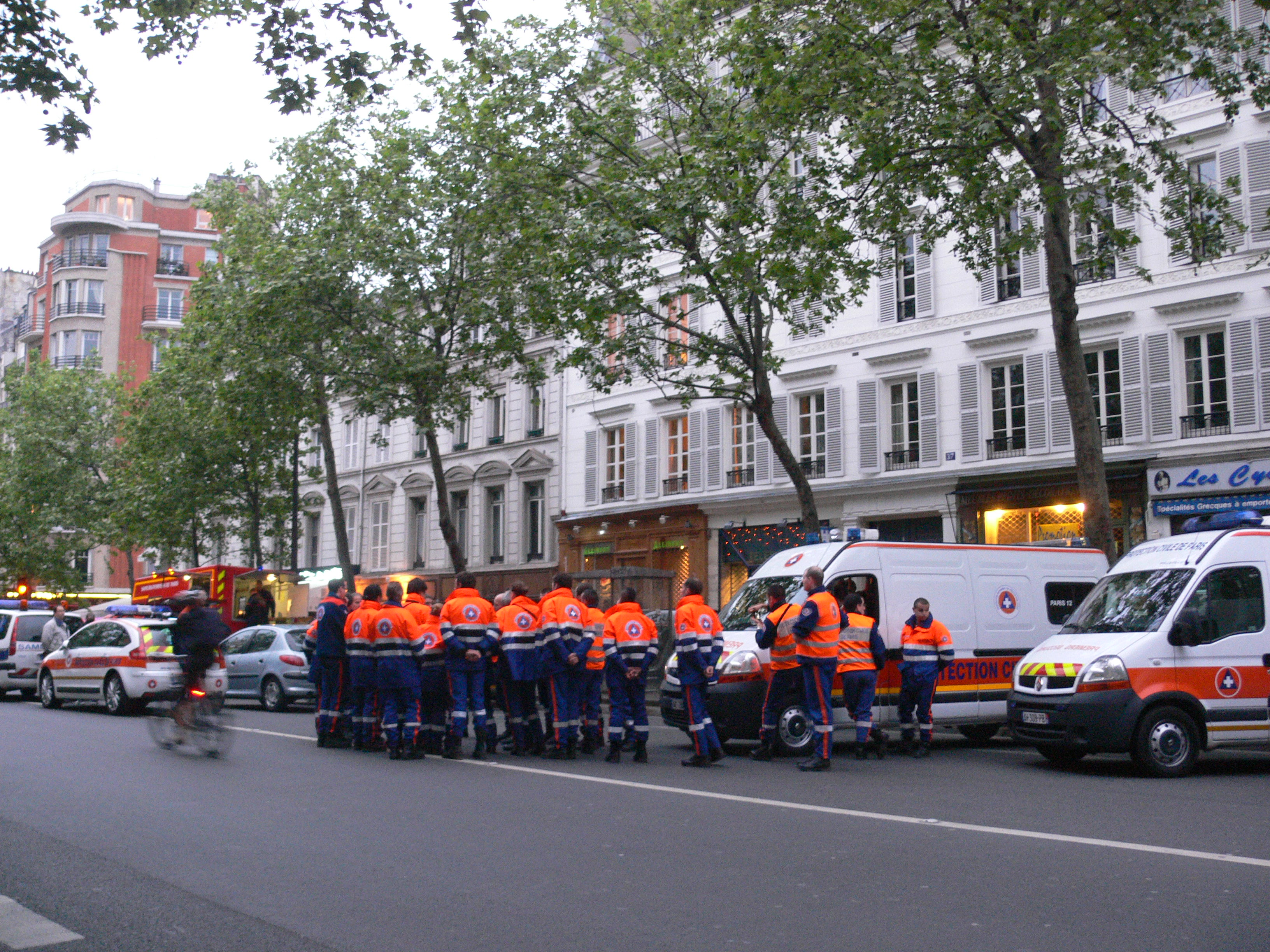
Frivilliga räddningssamariter och räddningsfordon från det franska civilförsvarsförbundet stod i beredskap under presidentvalet 2012.

Vid sidan av den offentligt organiserade räddningstjänsten finns det en frivillig civilförsvarsorganisation, Fédération Nationale de Protection Civile, med uppgifter inom medicinsk räddningstjänst, utbildning, samt nationellt och internationellt bistånd. Civilförsvarsförbundets arbete utförs av 32 000 volontärer.

### Medicinsk räddningstjänst
- Beredskap vid stora evenemang.
- Förstärkning av räddningstjänsten och ambulanssjukvården vid stora skadetillfällen och vid hög belastning.
- Insatser vid katastrofer.[22]

### Utbildning
- Utbildning i första hjälpen.
- Utbildning av instruktörer.
- Utbildning av livräddare.[22]

### Bistånd
- Intervention vid akuta sociala situationer.
- Internationellt katastrofbistånd genom insatsgrupper.[22]